# Mister No
Mister No è un personaggio dei fumetti protagonista dell'omonima serie a fumetti di genere avventuroso pubblicata in Italia da Sergio Bonelli Editore dal 1975 fino al 2006 e ideato da Guido Nolitta; fu la prima serie della Bonelli di genere diverso dal western in quanto ambientata nell'Amazzonia degli anni cinquanta. Per il modo di trattare i temi e per la caratterizzazione del personaggio viene ritenuta, insieme alla successiva serie Martin Mystère, un punto di svolta per la casa editrice e un apripista per le nuove serie a venire. Il personaggio è stato il primo antieroe della vasta produzione dell'editore, antesignano dei successivi personaggi come Martin Mystère, Dylan Dog e Nathan Never.

## Personaggio
(Esclamazione tipica di Mister No)

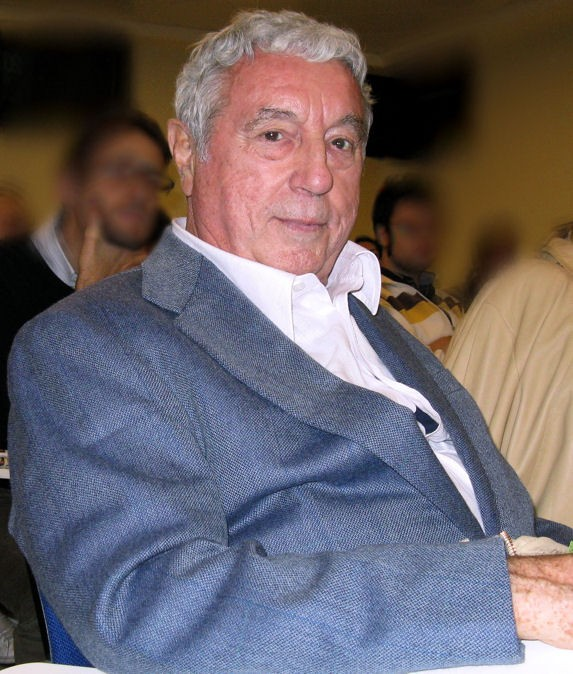
Sergio Bonelli, ideatore di Mister No, fotografato a Lucca Comics 2009.

Jerry Drake, detto Mister No dai suoi commilitoni per la sua intolleranza alla disciplina e all'autorità, è un ex pilota militare reduce della seconda guerra mondiale che si ritira nel cuore dell'Amazzonia, lavorando come pilota di un vecchio Piper e guida turistica per sfuggire alle imposizioni della società occidentale. Amante dell'alcool e delle belle donne, malgrado la sua indolenza passa frequentemente all'azione trascinato dalle circostanze o pronto a correre in aiuto dei deboli. Il suo migliore amico è Otto Kruger, detto Esse-Esse per il suo passato nell'esercito tedesco, benché egli non abbia servito nelle Waffen SS bensì negli Afrika Korps. Tra le amiche del protagonista quella che incontriamo più frequentemente è Patricia Rowland, archeologa che vive a New York, città natale di Jerry.
Ambientato principalmente in Amazzonia, nel corso delle proprie avventure Mister No viaggia per tutta l'America latina, in Africa (dal n. 167 al n. 196 della serie mensile), a New York (dal n. 241 al n. 272) e in Asia (dal n. 326 al n. 341). Non mancano tuttavia storie ambientate in Spagna e in Italia (Cfr.https://www.farodiroma.it/napoli-e-gli-eroi-del-fumetto-bonelli/).
La prima storia si apre con alcune tavole ambientate in un'agenzia di viaggi alla fine del 1951, la storia presente sull'albo n. 364, che dà il via alla saga che porterà alla conclusione della serie, ci mostra la stessa agenzia di viaggi alla fine del 1969 con dialoghi che riprendono quelli del primo albo, mostrando però i cambiamenti che il tempo ha portato al mondo e soprattutto a Manaus. Nell'ultimo albo Mister No e il suo amico Esse-Esse decidono di trasferirsi a Rurrenabaque, in mezzo alla foresta amazzonica della Bolivia, in cerca di una nuova terra tranquilla come un tempo era Manaus.
Nel n. 2 Mister No spiega le origini del soprannome dicendo che gliel'avevano dato negli ultimi mesi del servizio militare. Nel corso degli anni si viene a sapere che a chiamarlo così per primo fu il colonnello giapponese Saiko durante un violento interrogatorio (Il mio nome è Mister No, 1987). Ragion per cui sulla ristampa del n. 2 la vignetta viene modificata nel testo. Alla guerra di Corea prende parte e muore un secondo Mister No: è un ragazzo che affascinato dall'ex soldato americano sceglie il suo nome e se lo scrive sull'elmetto. La differenza è nel modo di scrivere il nomignolo: Mr. No, mentre Drake si firma sempre Mister No. Nello stesso episodio scopriamo l'origine dell'abbigliamento del personaggio: è quello di un ex militare statunitense diventato però un criminale che viene ucciso dai poliziotti. Il quadrifoglio sulla manica è invece mutuato da Bat Barlington, esperto aviatore militare col pallino della ribellione. Nell'episodio Ombre Rosse del 1984, un Mister No ubriaco racconta a Esse Esse una sua fanta-avventura in Texas a contatto con alcuni noti attori come Ronald Reagan, John Wayne, Keith Carradine, Thomas Mitchell, Claire Trevor, Dustin Hoffman (anacronistico) e John Ford nelle vesti di uno sceriffo ultranovantenne.
Fino al n. 115 Mister No è disegnato in copertina con toni western (abbigliamento, stivali, pistola Colt e cinturone), dal n. 116 anche sulle copertine è disegnato come nelle storie, con la casacca e i pantaloni usuali.
Mister No condivide lo stesso universo narrativo con altri personaggi bonelliani: Zagor, Martin Mystère, Dylan Dog, Nathan Never e Legs Weaver.

## Storia editoriale
La serie esordisce nel giugno del 1975, lanciato da un imponente battage pubblicitario sulle altre testate dell'editore. Mister No era partito come una miniserie estiva di cinque albi, ma quando toccò l'apice delle 200 000 copie si scartò l'idea di miniserie e divenne un successo. Negli anni sono usciti anche venti speciali fuori serie, due maxi, 2 oscar mondadori, cinque almanacchi, 77 ristampe Tutto Mister No, due serie di raccolte, alcuni albi cartonati.
Guido Nolitta oltre a esserne l'autore scrive anche la maggior parte delle storie del primo periodo mentre i disegni sono opera di Gallieno Ferri autore anche di tutte le copertine fino al n. 115 quando passa il testimone a Roberto Diso. Nel 2005 Guido Nolitta torna a scrivere una lunga storia che conclude la serie a dicembre 2006. La conclusione si riallaccia al primo numero uscito oltre 30 anni prima. Dopo la conclusione della serie mensile le storie del personaggio proseguono con albi speciali annuali o semestrali fino al 2009 quando anche questa pubblicazione viene interrotta. Nel 1989 esordisce la serie Tutto Mister No che ristampa cronologicamente la serie mensile fino al n. 77. Nel maggio 2007 le Edizioni IF cominciano a ristampare la serie mensile in una nuova edizione contenente due albi a numero.
Molte delle storie sono state scritte dal creatore della serie, Guido Nolitta, ma ci sono stati anche altri autori come Alfredo Castelli, che scrisse oltre 60 numeri, Tiziano Sclavi , Claudio Nizzi, Alberto Ongaro e Ennio Missaglia. Nolitta ha smesso poi di scriverlo per gli impegni come editore, lasciando il compito a Luigi Mignacco, che divenne l'autore principale, altri furono Maurizio Colombo, Stefano Marzorati e Michele Masiero, curatore della serie negli ultimi anni. Tra i numerosi disegnatori che si sono avvicendati vi sono Gallieno Ferri (autore delle copertine fino al n. 115 e disegnatore dei n. 1 e 2), Roberto Diso (autore delle copertine a partire dal n. 116 e di molti episodi della serie regolare e numeri speciali), Franco Bignotti (autore di quasi 100 numeri), Marco Bianchini (una delle colonne portanti della serie), Fabio Civitelli, Renato Polese e Ferdinando Tacconi.
Il personaggio venne reinterpretato nel 2018 con una miniserie dedicata, Mister No Revolution, pubblicata a colori sotto la nuova etichetta Audace da novembre 2018 a maggio 2019. Nel 2019 è stata pubblicata una seconda miniserie, ambientata in un'epoca precedente a quanto narrato nell'ultimo numero della serie regolare conclusa nel 2006, Mister No - Le Nuove Avventure, scritta da Michele Masiero e Luigi Mignacco. La nuova serie, prevista inizialmente della durata di 10 albi, si sviluppa lungo l'arco narrativo di 14 episodi.

## Crossover
Vari crossover con Martin Mystère nello speciale n. 8, Fuga da Skynet, scritto da Alfredo Castelli e Sergio Bonelli, pubblicato nel 1993 e in alcune storie di Mystère in cui compare un Mister No ormai anziano ma sempre in forma, questo oltre i numerosi camei presenti nei fumetti e nel romanzo dedicati al detective dell'impossibile. Mister No ha anche un breve cameo in una storia di Dylan Dog in cui l'indagatore dell´incubo si trova a dover risolvere un caso con cui era venuto a contatto anche il pilota amazzonico e si mette in contatto con questo proprio tramite il comune amico Martin Mystère.
In un altro episodio c'è un inside joke di Mister No che appare in una pubblicità che recita "Mister Amazonas says Yes". Ha contatti anche con Nathan Never che incontra un lontano discendente di Mister No proprietario di una compagnia di voli interplanetari rievocante la figura del suo avo vissuto in Sud America come fondatore dell'azienda. Nel catalogo Il Mondo Futuro - Il Futuro del Mondo (AICOS), Mister No conosce il professor Never, antenato di Nathan, mentre l'agente Alfa incontra nuovamente il signor Drake.

## Citazioni
- Nel maggio del 1984, esce l'albo Alien! (n. 108), storia di un astronauta sovietico caduto in Amazzonia. Nella storia, sceneggiata da Sclavi, c'è un riferimento al personaggio di E.T., che appare in campo lungo nell'ultima vignetta e pronuncia la sua frase: «Io sarò sempre qui».
- Nel novembre del 1984, nell'episodio Allarme a bordo, Mister No incontra nientemeno che un giovane Che Guevara, il quale lo aiuta a mettersi in salvo a Cuba.
- Nella primavera - estate del 1987 Mister No rievoca una sua avventura bellica nella Cina degli Anni Quaranta in cui incontra Claire Chennault, personaggio della storia militare USA realmente esistito.
- Nella storia di Zagor Labirinto verde, uscita nel 2012 e ambientata proprio in Amazzonia, alcune vignette sono evidenti citazioni di copertine di Mister No.

## Parodie
- Nella storia Paperino e il signor Smith apparsa sul mensile Paperino n. 172, nell'ottobre 1994, appare Mister Boh, versione "disneyzzata" di Mister No. Il personaggio è anch'egli un pigro pilota privato, di stanza in Amazzonia.